# 畑中芳久
畑中 芳久（はたけなか よしひさ、1948年〈昭和23年〉- ）は、日本の政治家。元伊方町長。

## 経歴
1948年生まれ。1967年に伊方町役場に入庁し、企画財政課長や教育長、助役などを歴任した。
2005年4月1日に伊方町･瀬戸町･三崎町が合併して誕生した（新）伊方町の町長選挙に立候補。2005年4月24日に行われた町長選挙では5,206票を獲得し中元清吉（旧伊方町長）を破り初当選を果たした。
2006年2月に町発注の公共事業の指名競争入札の業者選定をめぐり、便宜を図る見返りに約100万円を受け取ったとして逮捕された。伊方町では旧伊方町時代から続いてきた町長による選挙後の業者の指名外しが行われており、建設業者が2陣営に分かれ、それぞれの候補を支援する激しい選挙戦となっており、落選した中元の陣営でも11人の逮捕者を出した。同年3月、畑中は伊方町長を辞職し、同年6月、松山地方裁判所で懲役2年、執行猶予4年と没収100万円の有罪判決を受けた。
2006年、畑中の辞職後に行われた町長選挙では前農業委員会事務局長の山下和彦が元愛媛県議会議員の高門清彦を破り当選を果たした。
2014年4月、伊方町長選挙に無所属で立候補したが、現職（当時）の山下和彦に破れ、落選した。
2016年9月、山下和彦の辞職に伴う伊方町長選挙で、当初は出馬の意向を示したが、同じく出馬を表明した高門清彦と政策協定を結び、出馬を辞退した。

## 略歴
- 1967年 - 伊方町役場入庁。
- 2005年4月 - 伊方町長選挙で中元清吉を破り、初当選。
- 2006年2月 - 収賄の容疑で逮捕。
- 2006年3月 - 伊方町長を辞職。
- 2006年6月 - 松山地裁で有罪判決を受ける。

## 政策
- 四国電力伊方原子力発電所の使用済核燃料へ課税することを表明した[8]。
- 伊方原子力発電所について、当面存続すべきであるとの考えを示している[9]。